# Csehszlovákia az 1972. évi téli olimpiai játékokon
Csehszlovákia a japán Szapporóban megrendezett 1972. évi téli olimpiai játékok egyik részt vevő nemzete volt. Az országot az olimpián 6 sportágban 41 sportoló képviselte, akik összesen 3 érmet szereztek.

## Érmesek
| Érem  | Versenyző | Sportág     | Versenyszám  |
| ----- | --- | ----------- | ------------ |
| Arany | Ondrej Nepela | Műkorcsolya | Férfi egyéni |
| Bronz | Nemzeti válogatott Vladimír Bednář Josef Černý Vladimír Dzurilla Richard Farda Ivan Hlinka Jiří Holeček Jiří Holík Jaroslav Holík Josef Horešovský Jiří Kochta Oldřich Machač Vladimír Martinec Václav Nedomanský Eduard Novák František Pospíšil Bohuslav Šťastný Rudolf Tajcnár Karel Vohralík | Jégkorong   | Férfi        |
| Bronz | Helena Šikolová | Sífutás     | Női 5 km     |

## Biatlon
| Versenyző                                        | Versenyszám      | Lövőhiba | Időeredmény | Helyezés |
| ------------------------------------------------ | ---------------- | -------- | ----------- | -------- |
| Stanislav Fajstavr                               | 20 km egyéni     | 9        | 1:28:53,33  | 44.      |
| Arnošt Hájek                                     | 20 km egyéni     | 9        | 1:28:22,37  | 39.      |
| Pavel Ploc                                       | 20 km egyéni     | 11       | 1:29:38,79  | 47.      |
| Ladislav Žižka                                   | 20 km egyéni     | 11       | 1:27:36,81  | 36.      |
| Ladislav Žižka Pavel Ploc Ján Húska Arnošt Hájek | 4 × 7,5 km váltó | 3        | 2:03:08,17  | 12.      |

## Északi összetett
| Versenyző        | Síugrás | Síugrás | Sífutás       | Sífutás       | Sífutás       | Összesítés | Összesítés |
| Versenyző        | Pont    | Hely.   | Idő           | Pont          | Hely.         | Pont       | Helyezés   |
| ---------------- | ------- | ------- | ------------- | ------------- | ------------- | ---------- | ---------- |
| Libor Foltman    | 155,0   | 30.     | nem ért célba | nem ért célba | nem ért célba | kiesett    | kiesett    |
| Tomáš Kučera     | 191,8   | 7.      | 51:04,0       | 196,135       | 14.           | 387,935    | 6.         |
| Ladislav Rygl    | 160,4   | 24.     | 51:09,2       | 195,355       | 16.           | 355,755    | 26.        |
| Jaroslav Svoboda | 175,9   | 19.     | 53:20,2       | 175,705       | 33.           | 351,605    | 28.        |

## Jégkorong
| Csehszlovák férfi jégkorongcsapat-játékoskeret                                                   | Csehszlovák férfi jégkorongcsapat-játékoskeret                                                      | Csehszlovák férfi jégkorongcsapat-játékoskeret                                                               |
| ------------------------------------------------------------------------------------------------ | --------------------------------------------------------------------------------------------------- | --- |
| - Vladimír Bednář - Josef Černý - Vladimír Dzurilla - Richard Farda - Ivan Hlinka - Jiří Holeček | - Jiří Holík - Jaroslav Holík - Josef Horešovský - Jiří Kochta - Oldřich Machač - Vladimír Martinec | - Václav Nedomanský - Eduard Novák - František Pospíšil - Bohuslav Šťastný - Rudolf Tajcnár - Karel Vohralík |

### Eredmények
Selejtező
| 1972. február 3. | Japán (JPN) | 2 – 8 (0–1, 1–4, 1–3) | Csehszlovákia | Szapporo |

|  |  |  |  |  |
|  |  |  |  |  |
|  |  |  |  |  |
|  |  |  |  |  |

Hatos döntő
| 1972. február 5. | Csehszlovákia (TCH) | 14 – 1 (5–0, 3–1, 6–0) | Lengyelország | Szapporo |

|  |  |  |  |  |
|  |  |  |  |  |
|  |  |  |  |  |
|  |  |  |  |  |

| 1972. február 7. | Csehszlovákia (TCH) | 1 – 5 (1–1, 0–3, 0–1) | Egyesült Államok | Szapporo |

|  |  |  |  |  |
|  |  |  |  |  |
|  |  |  |  |  |
|  |  |  |  |  |

| 1972. február 8. | Csehszlovákia (TCH) | 7 – 1 (1–0, 3–0, 3–1) | Finnország | Szapporo |

|  |  |  |  |  |
|  |  |  |  |  |
|  |  |  |  |  |
|  |  |  |  |  |

| 1972. február 10. | Csehszlovákia (TCH) | 2 – 1 (0–0, 0–0, 2–1) | Svédország | Szapporo |

|  |  |  |  |  |
|  |  |  |  |  |
|  |  |  |  |  |
|  |  |  |  |  |

| 1972. február 13. | Szovjetunió (URS) | 5 – 2 (2–0, 2–1, 1–1) | Csehszlovákia | Szapporo |

|  |  |  |  |  |
|  |  |  |  |  |
|  |  |  |  |  |
|  |  |  |  |  |

Végeredmény
| Csapat           | M | Gy | D | V | G+ | G– | Gk  | P |
| ---------------- | - | -- | - | - | -- | -- | --- | - |
| Szovjetunió      | 5 | 4  | 1 | 0 | 33 | 13 | +20 | 9 |
| Egyesült Államok | 5 | 3  | 0 | 2 | 18 | 15 | +3  | 6 |
| Csehszlovákia    | 5 | 3  | 0 | 2 | 26 | 13 | +13 | 6 |
| Svédország       | 5 | 2  | 1 | 2 | 17 | 13 | +4  | 5 |
| Finnország       | 5 | 2  | 0 | 3 | 14 | 24 | –10 | 4 |
| Lengyelország    | 5 | 0  | 0 | 5 | 9  | 39 | –30 | 0 |

- Az Egyesült Államok és Csehszlovákia között az egymás elleni eredmény (5–1) döntött.

| Csapat        | Helyezés |
| ------------- | -------- |
| Csehszlovákia |          |

## Műkorcsolya
| Versenyző     | Versenyszám  | Kötelező elemek   | Kötelező elemek | Kűr               | Kűr   | Összesítés                     | Összesítés                     | Összesítés                     | Összesítés                     | Összesítés                     | Összesítés                     | Összesítés                     | Összesítés                     | Összesítés                     | Összesítés        | Összesítés        | Összesítés  | Összesítés | Összesítés |
| Versenyző     | Versenyszám  | Kötelező elemek   | Kötelező elemek | Kűr               | Kűr   | Helyezési pontszámok bírónként | Helyezési pontszámok bírónként | Helyezési pontszámok bírónként | Helyezési pontszámok bírónként | Helyezési pontszámok bírónként | Helyezési pontszámok bírónként | Helyezési pontszámok bírónként | Helyezési pontszámok bírónként | Helyezési pontszámok bírónként | Több. hely. száma | Több. hely. össz. | Hely. össz. | Pont       | Helyezés   |
| Versenyző     | Versenyszám  | Több. hely. száma | Hely.           | Több. hely. száma | Hely. | 1                              | 2                              | 3                              | 4                              | 5                              | 6                              | 7                              | 8                              | 9                              | Több. hely. száma | Több. hely. össz. | Hely. össz. | Pont       | Helyezés   |
| ------------- | ------------ | ----------------- | --------------- | ----------------- | ----- | ------------------------------ | ------------------------------ | ------------------------------ | ------------------------------ | ------------------------------ | ------------------------------ | ------------------------------ | ------------------------------ | ------------------------------ | ----------------- | ----------------- | ----------- | ---------- | ---------- |
| Ondrej Nepela | Férfi egyéni | 9×1+              | 1.              | 6×4+              | 4.    | 1,0                            | 1,0                            | 1,0                            | 1,0                            | 1,0                            | 1,0                            | 1,0                            | 1,0                            | 1,0                            | 9×1+              | 9,0               | 9,0         | 2739,1     |            |

## Sífutás
Férfi
| Versenyző                                              | Versenyszám     | Eredmény   | Helyezés |
| ------------------------------------------------------ | --------------- | ---------- | -------- |
| Ján Fajstavr                                           | 15 km           | 48:18,22   | 29.      |
| Ján Fajstavr                                           | 30 km           | 1:44:49,45 | 34.      |
| Ján Fajstavr                                           | 50 km           | 2:51:12,92 | 19.      |
| Stanislav Henych                                       | 15 km           | 47:25,81   | 21.      |
| Stanislav Henych                                       | 30 km           | 1:39:24,29 | 9.       |
| Ján Michalko                                           | 15 km           | 48:31,64   | 30.      |
| Ján Michalko                                           | 30 km           | 1:46:19,36 | 40.      |
| Ján Michalko                                           | 50 km           | 2:58:31,83 | 30.      |
| Stanislav Henych Ján Fajstavr Ján Michalko Ján Ilavský | 4 × 10 km váltó | 2:11:27,55 | 8.       |

Női
| Versenyző                                        | Versenyszám    | Eredmény | Helyezés |
| ------------------------------------------------ | -------------- | -------- | -------- |
| Alena Bartošová                                  | 5 km           | 17:47,25 | 16.      |
| Alena Bartošová                                  | 10 km          | 37:01,73 | 27.      |
| Milena Chlumová                                  | 5 km           | 18:12,22 | 27.      |
| Milena Chlumová                                  | 10 km          | 36:59,87 | 26.      |
| Milena Cillerová                                 | 5 km           | 17:56,22 | 22.      |
| Milena Cillerová                                 | 10 km          | 37:40,70 | 30.      |
| Helena Šikolová                                  | 5 km           | 17:07,32 |          |
| Helena Šikolová                                  | 10 km          | 35:29,33 | 7.       |
| Alena Bartošová Helena Šikolová Milena Cillerová | 3 × 5 km váltó | 51:16,16 | 6.       |

## Síugrás
| Versenyző      | Versenyszám | 1. ugrás | 1. ugrás | 1. ugrás | 2. ugrás | 2. ugrás | 2. ugrás | Összesítés | Összesítés |
| Versenyző      | Versenyszám | Távolság | Pont     | Hely.    | Távolság | Pont     | Hely.    | Pont       | Helyezés   |
| -------------- | ----------- | -------- | -------- | -------- | -------- | -------- | -------- | ---------- | ---------- |
| Rudolf Höhnl   | Normálsánc  | 73,5     | 100,8    | 34.      | 73,5     | 100,8    | 25.      | 201,6      | 29.*       |
| Zbyněk Hubač   | Normálsánc  | 79,0     | 113,1    | 10.      | 75,0     | 104,7    | 15.      | 217,8      | 11.**      |
| Zbyněk Hubač   | Nagysánc    | 91,5     | 96,1     | 20.      | 91,5     | 98,6     | 8.       | 194,7      | 15.*       |
| Karel Kodejška | Normálsánc  | 80,0     | 114,7    | 7.       | 75,5     | 105,5    | 14.      | 220,2      | 7.*        |
| Jiří Raška     | Normálsánc  | 78,5     | 112,3    | 13.      | 78,0     | 112,5    | 4.       | 224,8      | 5.         |
| Jiří Raška     | Nagysánc    | 99,0     | 111,1    | 5.       | 89,0     | 93,6     | 16.      | 204,7      | 10.        |
| Leoš Škoda     | Nagysánc    | 89,5     | 96,3     | 19.      | 85,0     | 80,0     | 38.      | 176,3      | 26.        |

* - egy másik versenyzővel azonos eredményt ért el

** - két másik versenyzővel azonos eredményt ért el